# El Vergel de los Sauces
El Vergel de los Sauces är en ort i Mexiko.   Den ligger i kommunen Silao de la Victoria och delstaten Guanajuato, i den centrala delen av landet, 300 km nordväst om huvudstaden Mexico City. El Vergel de los Sauces ligger 1 803 meter över havet och antalet invånare är 187.
Terrängen runt El Vergel de los Sauces är en högslätt. Runt El Vergel de los Sauces är det tätbefolkat, med 257 invånare per kvadratkilometer. Närmaste större samhälle är León de los Aldama, 18,2 km nordväst om El Vergel de los Sauces. Trakten runt El Vergel de los Sauces består till största delen av jordbruksmark.